# دهستان شیخ‌نشین

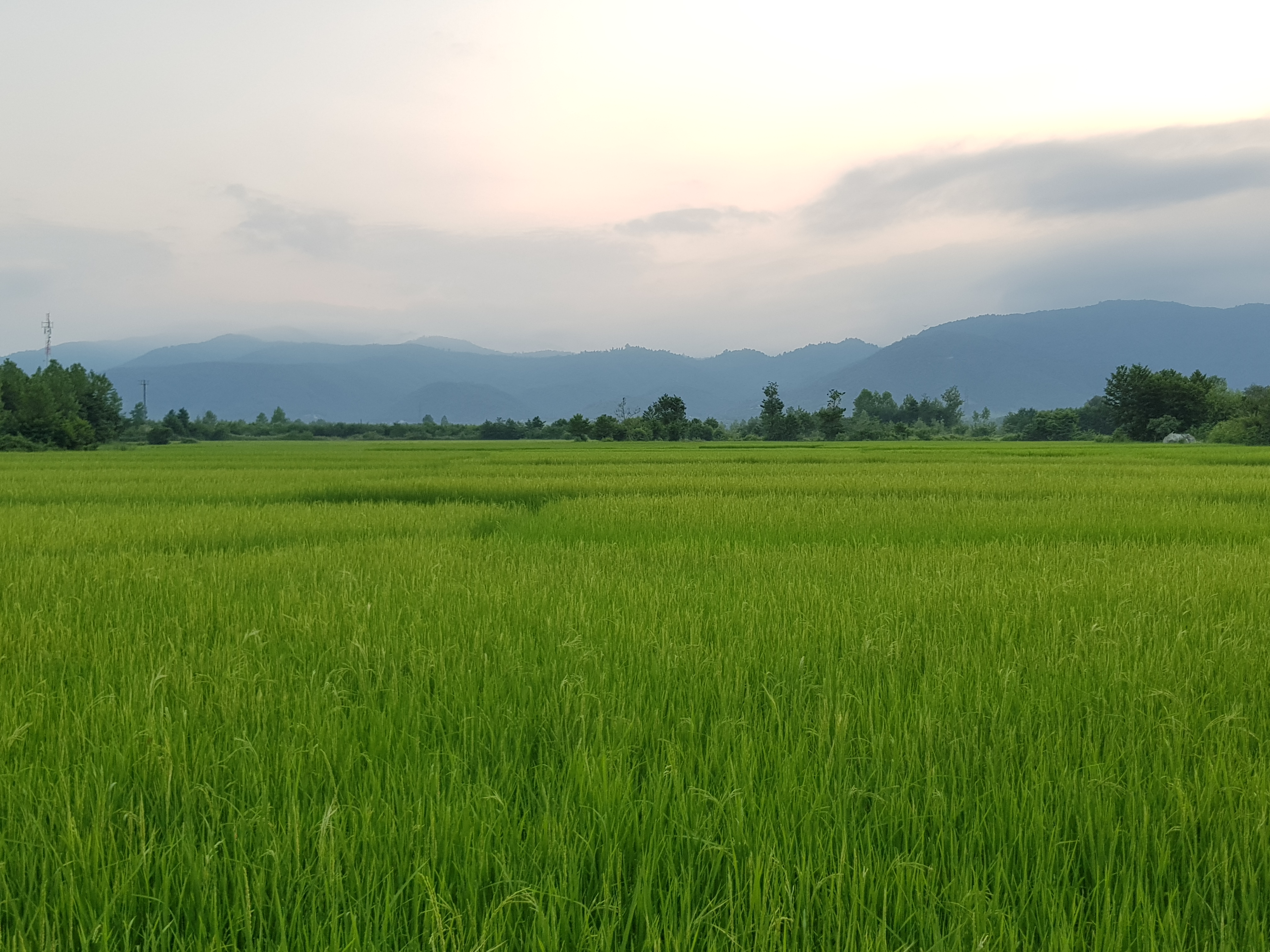
منظره مزارع شیخ نشین

دهستان شیخ‌نشین نام دهستانی در بخش شاندرمن شهرستان ماسال استان گیلان در ایران است. براساس سرشماری مرکز آمار ایران در سال 1395، جمعیت آن 5968 نفر (1978 خانوار) بوده‌است.

## نام
شیخ نشین(شَخ شین šax šin) یکی از دهستانهای بزرگ شهرستان ماسال و شاندرمن در بخش شاندرمن است که در زبان تالشی به آن شَخ نشین یا شَخ شین šax šin نیز می گویند. به نظر می رسد که علّت نامگذاری این منطقه وجود شرایط خاص اقلیمی است که در ساعاتی از شبانه روز رطوبت قابل توجهی تمام سطح زمین را فرا می گیرد به نحوی که حتی در فصل گرما از آغاز شب تا نیمه های ظهر روز بعد اگر شخصی در بین علف ها و یا شالیزار راه برود تمام لباسهای وی خیس می شود.با توجه به شواهد عینی و تفاوت عمده رطوبت در نواحی مجاور و مناطق اطراف در شاندرمن به نظر می رسد که به علت عدم وجود این پدیده حتی به مقدار بسیار کم در نواحی دیگر شاندرمن،این دهستان به منطقه ای که شَخšax یا شبنم زیادی روی زمین می نشیند،شهرت یافته است.
البته باورهای دیگری نیز وجود دارد مانند اینکه ممکن است این منطقه محل زندگی شیخ یا فرد معتمدی که احتمالا مورد اعتماد و احترام مردم بوده است، که به نظر نگارنده احتمال نخست به شواهد و دلایل نزدیک تر است.

## ویژگی های جغرافیایی و طبیعی شیخ نشین
دهستان شیخ نشین که مرکز آن نیز روستایی به همین نام است بین عرضهای جغرافیایی 37 درجه و 24 دقیقه تا 37 درجه و 23 دقیقه شمالی و طولهای جغرافیایی 48 درجه و 52 دقیقه تا 49 درجه و 8 دقیقه شرقی قرار گرفته است.از شمال به گیل دولاب و خوشابر رضوانشهر،از شرق به به شهرستان صومعه سرا و انزلی،از جنوب به صومعه سرا و از طرف غرب به شاندرمن محدود شده است.شیخ نشین 4/43 کیلومتر مربع مساحت دارد و 17 روستا را دربر می گیرد. این دهستان تعداد 1978 خانوار با جمعیتی معادل 5968 نفر را در خود جای داده است.از نظر اقلیمی دارای آب و هوایی بسیار مرطوب و از نظر توپوگرافی بصورت دشت جلگه ای با توزیع یکنواخت آبادی در سطح جلگه می باشد.جنس زمین از رسوبهای قدیمی دریا و آبرفتی است.رودخانه بزرگ مرغک شاندرمن که از غرب به شرق جریان دارد از روستاهای اطراف این دهستان می گذرد و به دریای خزر می ریزد.گسل بزرگ شمالی ـ جنوبی آستارا ـ تالش به بزرگی 3/7 ریشتر از حوالی غرب این دهستان می گذرد.آب کانال سفیدرود از این روستا عبور کرده و قسمتی از شالیزارهای آن را مشروب می سازد.

## روستاهای تابعه دهستان شیخ نشین
- توسه سرا
- دليجان
- قران
- برگسرا
- چماچار
- چموش دوزان
- ملك بگور
- ملك جهان
- سياه دوله
- ميرمحله
- گرمسر
- پيرسرا
- خلورجان
- كوره جان
- اسطلخ زير
- شيخ نشين

## پیشینه تاریخی دهستان شیخ نشین
پیشینه تاریخی دهستان شیخ نشین جز در مواردی مانند بررسی شجره نامه امامزادگان شریف،وجود بقاع متبرک و کشف بقایای شهر باستانی گسکرات در بایزاد محله شیخ نشین که البته از هیچکدام نمی توان به سادگی نوشت،در موارد دیگر چندان قابل بررسی نیست.هر چند نگارنده بعلت عدم آشنایی کافی با اصول علم باستان شناسی در مورد ملاک های دیگر بررسی تاریخی مناطق قادر به توضیح چندانی نیست.با توجه به موارد گفته شده و هم صحبتی با بزرگان و کهنسالان منطقه بدون هیچ تردیدی به تاریخی بودن منطقه ایمان دارد.شاید اگر مانند بسیاری از مناطق دیگر باستانی در دنیا،جنس و نوع مصالح بکار گرفته شده در ساخت و ساز بنا چیزی غیر از چوب و محصولات گیاهی بود و گذشت زمان و شرایط ویژه اقلیمی به همین سادگی قادر به نابود کردن آنها نبود اینک شاهد بقایای بیشتری از گذشتگان خود در این منطقه بودیم. متأسفانه چنانکه گفته شد در فرهنگ مردم این بخش مانند بسیاری از مناطق نواحی شمالی ایران مصالح اصلی ساخت بنا از چوب،گل،کاه وگیاهان دیگر است که بعلت شرایط ویژه اقلیمی یعنی رطوبت قابل توجه و بارش نسبتا زیاد باران دوام چندانی ندارند.
از سویی در سالهای گذشته در حالیکه گمانه زنی در مورد حدود بقایای احتمالی شهر باستانی گسکر در مناطق مورد مطالعه شهرستان صومعه سرا به سمت های متفاوتی در حال گسترش بود با کشفیات صورت گرفته در جریان احداث شهرک دامپروری بایزادمحله درهای جدیدی به روی کاوشگران این منطقه تاریخی گشوده شد.
به نحوی که شیخ نشین ماههای متمادی کانون توجه باستان شناسان و علاقمندان به موضوع قرار گرفت.ولی جهانی سرپرست گروه باستان شناسی شهر گسکر درباره محوطه باستانی شیخ نشین می گوید که این محوطه یکی از محوطه های ارزشمند و غنی مربوط به شهر تاریخی گسکر و از قدیمی ترین و دیرینه ترین محوطه های باستان شناسی شده در دشت(جلگه) گیلان بوده است. وی آثار کشف شده را ظروف سفالی،مهره های سفالی،سردَرَک های سفالی و غیره عنوان نمودند و این احتمال را می دهند که این محوطه دربردارنده آثار پیش از اسلام بوده باشد.